# Wasiu Taiwo
Wasiu Taiwo (Lagos, 1 oktober 1976) is een voormalig  Nigeriaans voetballer die als aanvaller speelde.
Taiwo begon zijn voetbalcarrière bij Shooting Stars FC. In 1996 ging hij naar De Graafschap. Hij maakte zijn debuut in het Nederlandse betaalde voetbal op 21 augustus 1996 in de wedstrijd FC Volendam-De Graafschap (1-1), toen hij na 64 minuten inviel voor Edwin Godee.
Na één seizoen in de Eredivisie vertrok hij naar MVV, waar hij 6 jaar speelde, waarvan de eerste 3 in de Eredivisie. In 2003 verliet hij Maastricht en ging hij voor AGOVV Apeldoorn voetballen. Na twee seizoenen verruilde hij Sportpark Berg & Bos voor het Wagner en Partners Stadion van Fortuna Sittard.
Taiwo verliet in de zomer van 2007 Fortuna Sittard om in de Oostenrijkse Regionalliga bij FC Waidhofen/Ybbs te gaan spelen. Die club verliet hij na acht maanden. Na een korte terugkeer bij zijn oude club Shooting Stars keerde terug naar Nederland. Omdat hij te laat was met het verlengen van zijn verblijfsvergunning mocht hij niet werken. In 2010 ging hij bij de amateurs van VV Heidebloem in Geleen spelen. In het seizoen 2011/12 kwam hij uit voor FC Vinkenslag totdat die club er in februari 2012 mee stopte.
In 1995 speelde hij driemaal voor het Nigeriaans voetbalelftal waarbij hij één doelpunt maakte.

## Clubstatistieken
| Seizoen | Club              | Competitie       | Duels | Goals |
| ------- | ----------------- | ---------------- | ----- | ----- |
| 1995    | Shooting Stars FC | Premier League   | ?     | ?     |
| 1996    | Shooting Stars FC | Premier League   | ?     | ?     |
| 1996/97 | De Graafschap     | Eredivisie       | 19    | 4     |
| 1997/98 | MVV               | Eredivisie       | 32    | 5     |
| 1998/99 | MVV               | Eredivisie       | 34    | 3     |
| 1999/00 | MVV               | Eredivisie       | 23    | 5     |
| 2000/01 | MVV               | Eerste Divisie   | 34    | 13    |
| 2001/02 | MVV               | Eerste Divisie   | 32    | 15    |
| 2002/03 | MVV               | Eerste Divisie   | 33    | 13    |
| 2003/04 | AGOVV Apeldoorn   | Eerste Divisie   | 30    | 5     |
| 2004/05 | AGOVV Apeldoorn   | Eerste Divisie   | 33    | 8     |
| 2005/06 | Fortuna Sittard   | Eerste Divisie   | 38    | 17    |
| 2006/07 | Fortuna Sittard   | Eerste Divisie   | 28    | 6     |
| 2007/08 | FC Waidhofen/Ybbs | Regionalliga Ost | 9     | 2     |
| 2008/09 | Shooting Stars FC | Premier League   | ?     | ?     |
| 2009/10 | Shooting Stars FC | Premier League   | ?     | ?     |
| Totaal  | Totaal            | Totaal           | 336   | 94    |

## Erelijst
Shooting Stars FC
- Premier League

1995